# Forte de São João da Junqueira
O Forte de São João da Junqueira, também conhecido como Prisão da Junqueira, foi uma fortificação militar do século XVII localizada na zona ribeirinha da Junqueira, em Lisboa. Originalmente construído para a defesa marítima da capital, a sua principal relevância histórica reside na sua conversão em prisão de Estado durante o reinado de Dom José I. Sob a autoridade do seu poderoso ministro, futuro Marquês de Pombal, o forte tornou-se um dos mais notórios símbolos da repressão política que se seguiu à tentativa de regicídio de 1758.
A fortaleza foi o principal local de encarceramento para dezenas de membros da alta nobreza e do clero, implicados no célebre Processo dos Távoras, servindo como um instrumento central na consolidação do poder absolutista pombalino. A vida e o sofrimento dentro das suas muralhas foram vividamente documentados nas memórias de um dos seus mais ilustres prisioneiros, cuja obra constitui a principal fonte primária sobre as condições desumanas do cárcere. Após a queda de Pombal, o forte caiu em desuso, servindo para funções administrativas menores até à sua demolição a 20 de março de 1940, no âmbito das obras de requalificação urbana para a Exposição do Mundo Português.

## História

### Construção e Função Militar (Século XVII)
A construção do Forte de São João da Junqueira insere-se no contexto estratégico da (1640-1668). Após a aclamação de em 1640, a coroa portuguesa enfrentou a necessidade urgente de modernizar e reforçar as defesas do reino contra uma expectável retaliação naval por parte de Espanha. A edificação do forte, provavelmente iniciada após 1649, fazia parte de um ambicioso plano joanino para a defesa da barra do e do porto de Lisboa, que previa a criação de uma linha contínua de fortificações ao longo das enseadas ribeirinhas, desde Xabregas até à costa atlântica.
Este sistema defensivo, que incluía cerca de 20 fortes na margem norte do Tejo, foi supervisionado por figuras proeminentes como D. Luís de Meneses, Conde de Cantanhede, e contou com a participação de engenheiros militares portugueses e estrangeiros, refletindo a adoção das mais modernas técnicas de arquitetura militar abaluartada da época. O Forte da Junqueira não era, portanto, uma estrutura isolada, mas uma peça integrante de uma complexa rede de defesa nacional.
Erguido sobre o areal da Junqueira, uma zona assim denominada devido à abundância de juncos que ali cresciam junto à foz do Rio Seco, o forte tinha uma localização estratégica, a nascente da futura Cordoaria Nacional. A sua arquitetura era relativamente modesta, consistindo numa bateria de artilharia virada para o rio e uma casa-forte na retaguarda para aquartelamento da guarnição. Em 1666, a estrutura já se encontrava praticamente concluída. A sua edificação contribuiu para o desenvolvimento monumental da zona, que nos séculos seguintes se tornaria um local de veraneio para a aristocracia, com a construção de sumptuosos palácios e quintas. A sua função original, como baluarte contra um inimigo externo, contrasta profundamente com o seu papel posterior. Esta transição, de um símbolo de defesa da soberania nacional para um instrumento de repressão interna, espelha uma mudança fundamental na natureza do poder do Estado em Portugal, onde a ameaça percebida se deslocou das fronteiras para o interior do próprio reino.

### A Prisão do Estado Pombalina (1758–1777)
A história do forte mudou radicalmente após a tentativa de assassinato do rei, na noite de 3 de setembro de 1758. O acontecimento forneceu a o pretexto para desmantelar as duas forças que mais se opunham ao seu projeto de centralização do poder: a alta nobreza tradicional e a Companhia de Jesus. O subsequente foi uma purga política rápida e implacável, e o Forte da Junqueira foi transformado no seu principal palco de encarceramento.

#### "Carcereiro de Príncipes": A Estrutura da Prisão
Descrito como um "velho carcereiro de príncipes", o forte foi adaptado para se tornar uma prisão de máxima segurança. As celas, ou cárceres, situavam-se nos níveis inferiores da estrutura, por baixo dos aposentos do governador, do escrivão e dos carcereiros. A atmosfera era deliberadamente opressiva. Relatos da época, em particular os do Marquês de Alorna, mencionam a existência de subterrâneos usados como câmaras de tortura (antros de tortura) e um cemitério anexo para os prisioneiros que não sobreviviam ao cativeiro.
As celas eram escuras, húmidas e mal ventiladas, exigindo o uso de velas mesmo durante o dia. Cada uma era selada por três portas sucessivas — duas de madeira maciça e uma de ferro — para garantir o isolamento total dos detidos. A proximidade do rio significava que o som constante das ondas a quebrar contra as muralhas se tornava parte do tormento psicológico dos encarcerados, um lembrete permanente da sua reclusão.

#### Degradação Sistemática: A Vida no Cárcere
As condições de vida na Prisão da Junqueira, detalhadas na obra As prisões da Junqueira do Marquês de Alorna, revelam uma política de degradação sistemática, concebida não apenas para punir, mas para humilhar e quebrar psicologicamente a elite do]. Esta abordagem não era fruto de negligência, mas de um desígnio político. Ao submeter a mais alta nobreza a um tratamento degradante, Pombal demonstrava simbolicamente a supremacia do Estado sobre os privilégios de sangue e estatuto. A prisão funcionou, assim, como um laboratório para a reengenharia social que visava destruir as bases da velha ordem aristocrática e impor uma nova hierarquia, baseada na lealdade ao poder central.
Os prisioneiros, independentemente do seu título ou condição eclesiástica, eram forçados a executar tarefas servis, como varrer as suas próprias celas e limpar os seus utensílios, uma humilhação calculada para os despojar da sua identidade aristocrática. A alimentação era escassa e de má qualidade. O vestuário fornecido pelo Estado era insuficiente e apodrecia com a humidade, deixando os prisioneiros em farrapos. Alorna relata o caso de D. Martinho de Mascarenhas, filho do Duque de Aveiro, que, por falta de calções, teve de usar as ceroulas de um companheiro de cela. O próprio Alorna teve um pedido de calções de pele de veado, mais duráveis, negado por serem considerados demasiado caros. O acesso a cuidados médicos era praticamente inexistente; os doentes eram obrigados a cumprir as suas tarefas até ao limite das suas forças, sendo a assistência médica frequentemente negada mesmo em casos de doença grave.

#### A Fonte Primária:As Prisões da Junqueirado Marquês de Alorna
A principal fonte para o conhecimento do quotidiano na prisão é o relato escrito por. Publicada postumamente em 1857, a obra As prisões da Junqueira durante o ministerio do Marquez de Pombal é um testemunho pungente e um documento histórico de valor incalculável. Com um tom dramático e uma escrita fluente, o livro oferece uma visão rara do sistema penal pombalino a partir da perspetiva de uma das suas vítimas. Embora seja um relato subjetivo e marcado pelo trauma do autor, a sua riqueza de detalhes sobre os prisioneiros, os carcereiros e as rotinas da prisão torna-o indispensável. O seu testemunho é complementado por um vasto acervo de correspondência — cerca de 800 cartas, algumas com mensagens secretas escritas a sumo de limão — que manteve durante o cativeiro e que hoje se encontra sob a guarda do.

### Usos Posteriores e Demolição (Séculos XIX–XX)
Com a morte de D. José I em 1777 e a subsequente queda do Marquês de Pombal, num período que ficou conhecido como a "Viradeira", os prisioneiros políticos sobreviventes da Junqueira foram libertados. O forte perdeu a sua sinistra função e iniciou um longo período de declínio. Ao longo do século XIX e início do século XX, a estrutura foi relegada a funções administrativas e logísticas de menor importância, servindo como armazém da Alfândega e, mais tarde, como um posto da Guarda Fiscal.
O seu fim definitivo chegou a 20 de março de 1940, quando o edifício foi demolido. A demolição foi uma consequência direta das grandes obras de urbanismo promovidas pelo Estado Novo na zona de e da Junqueira para a realização da Exposição do Mundo Português. A criação de novas vias de acesso, como a Avenida da Índia, exigiu a remoção de várias estruturas antigas, incluindo o forte.
A eliminação do Forte da Junqueira do panorama de Lisboa pode ser interpretada não apenas como uma necessidade urbanística, mas também como um ato de paisagismo ideológico. A Exposição de 1940 foi um dos maiores eventos de propaganda do regime de, destinada a celebrar uma visão gloriosa e unificada da história de Portugal. Uma "recordação tenebrosa" como a prisão da Junqueira, símbolo de tirania, conflito interno e da brutalidade do absolutismo, era dissonante com a narrativa heroica que o Estado Novo pretendia projetar. Ao apagar fisicamente o monumento, o regime saneou a paisagem histórica, removendo um testemunho incómodo de um passado fraturado para o substituir por uma memória nacional idealizada. Hoje, o local onde outrora se erguia a prisão está ocupado por infraestruturas modernas, como a Avenida da Índia e edifícios como os do antigo complexo da Feira Internacional de Lisboa (FIL) e do], sem que reste qualquer marco físico da sua existência.

## Presos Políticos Notáveis (Período Pombalino)
A lista de prisioneiros do Forte da Junqueira durante a era pombalina é um reflexo da estratégia de Pombal para neutralizar os seus opositores. Os detidos pertenciam maioritariamente a dois grupos que representavam os pilares do poder tradicional do: a alta nobreza de linhagem e o clero, em particular a influente Companhia de Jesus. O encarceramento conjunto destas figuras não visava apenas a punição individual, mas a decapitação estratégica das redes de poder que rivalizavam com a autoridade do Estado centralizado que Pombal procurava impor.
| Nome                                                | Título / Ocupação                              | Período de Encarceramento (Aproximado) | Observações e Fontes |
| --------------------------------------------------- | ---------------------------------------------- | -------------------------------------- | --- |
|                                                     | 2.º Marquês de Alorna, 4.º Conde de Assumar    | 1758–1777                              | Preso durante 18 anos devido ao seu casamento com D. Leonor de Lorena e Távora, neta dos Marqueses de Távora. A sua memória, As prisões da Junqueira, é a fonte primária definitiva sobre as condições da prisão. |
| Gabriel Malagrida                                   | Missionário Jesuíta                            | 1759–1761                              | Proeminente jesuíta implicado no Processo dos Távoras. Esteve detido na Junqueira antes de ser transferido para os cárceres da Inquisição, que o condenou por heresia. Foi executado em auto de fé no em 1761.    |
| Bento de Moura Portugal                             | Físico, inventor, Cavaleiro da Ordem de Cristo | 1760 – 1766                            | Intelectual e cientista de renome, autor de vários inventos. Faleceu na prisão da Junqueira a 27 de janeiro de 1766, vítima das duras condições do cativeiro.                                                     |
| D. Martinho de Mascarenhas                          | "O Marquezinho", filho de                      | c. 1759–1777                           | Jovem nobre, companheiro de cela do Marquês de Alorna, que descreveu o seu extremo sofrimento e a degradação a que foi sujeito, incluindo a falta de vestuário básico.                                            |
| António Freire de Andrade Encerrabodes              | Fidalgo                                        | Desconhecido                           | Conhecido opositor político do Marquês de Pombal, mencionado por Alorna como um dos seus companheiros de infortúnio na prisão.                                                                                    |
| Membros das famílias Óbidos, São Lourenço e Ribeira | Alta Nobreza                                   | c. 1759–1777                           | Representantes de algumas das mais poderosas casas aristocráticas do reino, detidos em massa como parte da purga de Pombal contra a nobreza tradicional.                                                          |

## Legado e Memória Histórica
Apesar da sua destruição física, o Forte de São João da Junqueira sobrevive na memória coletiva portuguesa como o arquétipo da prisão política pombalina, um símbolo do despotismo e do terror de Estado que marcaram o reinado de D. José I. A sua reputação sombria foi imortalizada principalmente através da literatura, com a obra do Marquês de Alorna a cimentar a sua imagem como um lugar de sofrimento e injustiça.
A história do forte encapsula uma ironia profunda: um lugar de trauma histórico, onde as elites do reino foram sistematicamente humilhadas, foi deliberadamente apagado da paisagem urbana para dar lugar a uma celebração da glória nacional. Este ato de rasura reflete a forma como os regimes políticos procuram moldar a memória pública através do controlo do espaço físico, eliminando narrativas que contradizem a sua visão oficial da história. Sem um memorial ou sequer uma placa no local, a história do Forte da Junqueira existe hoje apenas nos arquivos, nos livros e na consciência histórica de uma nação que continua a lidar com os legados complexos do absolutismo.